# Рубинштейн, Александр Борисович
Александр Борисович Рубинштейн (партийные псевдонимы Старик, Борисовский; 1883, Кишинёв, Бессарабская губерния — 1941, Харьков) — бессарабский подпольщик, деятель компартии Румынии.

## Биография
С 1904 года участвовал в российском социал-демократическом движении. В 1918 году — один из руководителей профсоюзных комитетов Рабоче-крестьянского блока. На Втором съезде Румынской коммунистической партии в 1922 году избран членом её Центрального комитета от Бессарабского обкома партии. В начале 1925 года вместе с А. Никольским и И. Фортуной вошёл в оргбюро новообразованного нелегального Союза революционных крестьян (СРК) Бессарабии.
В 1927—1928 годах член Заграничного бюро ЦК коммунистической партии Румынии по руководству партийной работой в Бессарабии и Буковине, постоянный представитель Бессарабского обкома КП Румынии при ЦК КП(б) Украины. Подвергался арестам в 1919, 1931 и 1932 годах.
Был редактором ряда коммунистических газет в Кишинёве. После занятия Бессарабии советскими войсками 27 июня 1940 года вошёл в состав Временного революционного комитета Бессарабии (Бессарабский ВРК), образованного на совместном совещании подпольных Бессарабского областного и Кишинёвского городского комитетов КП Румынии. Председателем комитета был избран С. Д. Бурлаченко. Под руководством Бессарабского ВРК утром 28 июня началось формирование вооруженных народных дружин, отрядов народной милиции, рабочих комитетов на промышленных предприятиях, транспорте, в учреждениях связи.
В 1941 году находился на лечении в Харькове, где погиб после оккупации города немецкой армией.